# Pławty Wielkie
Pławty Wielkie (niem. Gross Plauth) – wieś w Polsce położona w województwie warmińsko-mazurskim, w powiecie iławskim, w gminie Kisielice.
W latach 1975–1998 miejscowość administracyjnie należała do województwa elbląskiego.
Po ostatniej reformie administracyjnej część wsi znalazła się w województwie pomorskim.
We wsi był przystanek kolejowy Pławty Wielkie.

## Zabytki
Do wojewódzkiego rejestru zabytków wpisane są obiekty:
- park dworski, z podziemnymi reliktami budynków (pałacyku, starego dworu i kaplicy), XVIII-XIX
- ruina murowanego wiatraka z XIX w.[5]